# ریوکو شیرایشی
ریوکو شیرایشی (انگلیسی: Ryoko Shiraishi; زاده ۷ سپتامبر ۱۹۸۲) صداپیشه  و خواننده ژاپنی است. وی از سال ۲۰۰۲ تاکنون مشغول فعالیت است.